# Thomas Dybdahl

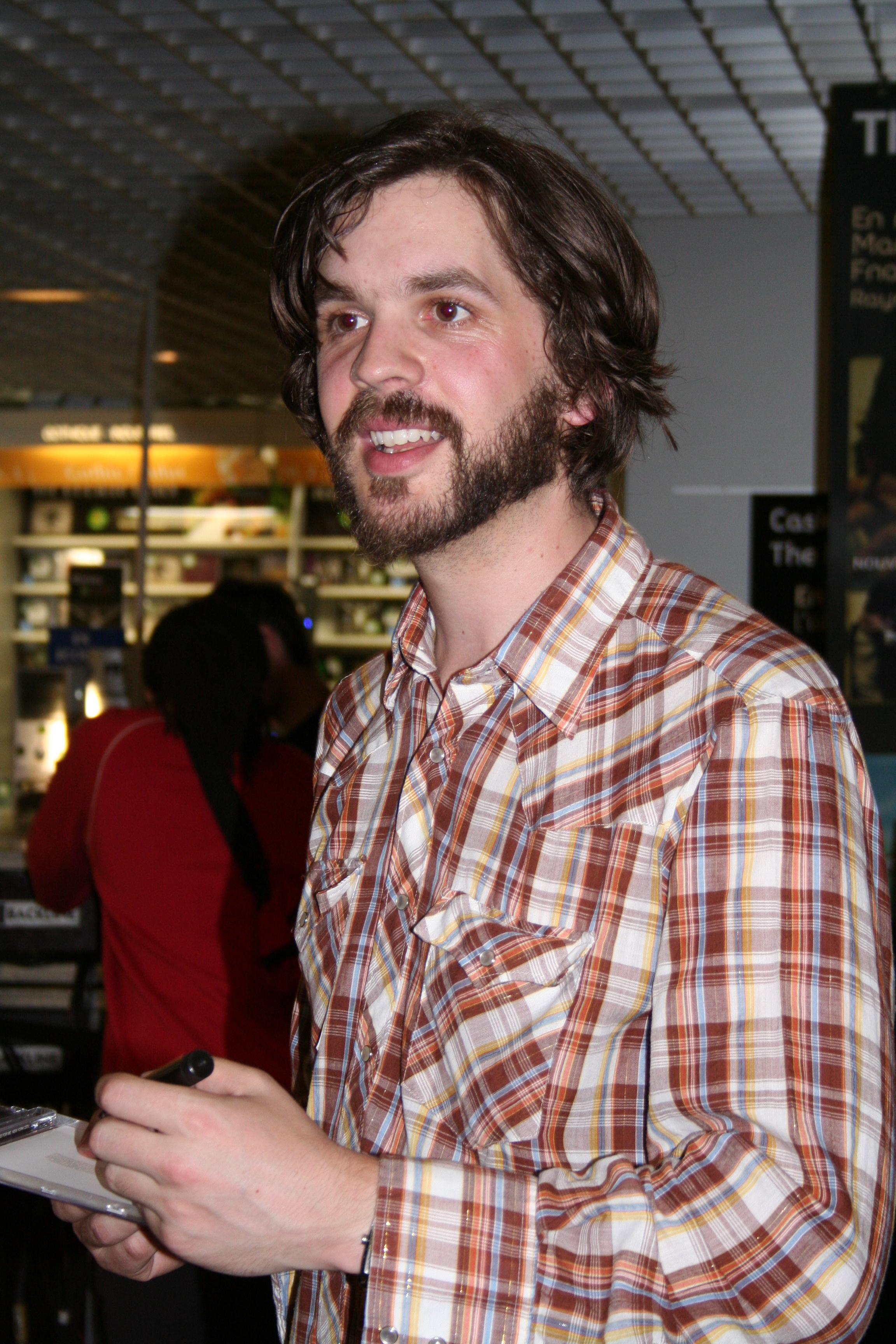
Dybdahl im Mai 2006

Thomas Dybdahl (* 12. April 1979 in Sandnes) ist ein norwegischer Musiker, der seit Anfang der 2000er über seine Heimat hinaus solo erfolgreich ist. Außerdem ist er in Norwegen als Sänger der Supergruppe The National Bank bekannt.

## Leben
Vor seinen Soloerfolgen war Thomas Dybdahl Gitarrist der in Norwegen bis 2002 aktiven Jazz-Funk-Band Quadraphonics (früher State of Mind). Seit 2000 schreibt und arrangiert er auch als Solokünstler Musik, die mehr in Richtung Pop-Rock geht. Zwei EPs fanden jedoch zuerst kaum Beachtung. Sein erstes richtiges Album … That Great October Sound wurde in Norwegen im Jahre 2002 veröffentlicht und kam auf Anhieb in die Top 10 der norwegischen Charts. Dybdahl wurde für sein Debüt als bester „Popsolist“ mit dem Spellemannprisen (norwegisches Pendant zum Grammy) ausgezeichnet. Im Jahrestakt folgten die Alben Stray Dogs und One Day You’ll Dance for Me, New York City, die alle zusammen die October-Trilogie bilden und ihn bis auf Platz 1 der Charts brachten. Das letztgenannte Album war für den nordamerikanischen Markt produziert worden, wo es erfolglos blieb, Anfang 2005 wurde es aber in Dänemark neu aufgelegt und kam auch dort in die Charts. Besondere Ehre wurde ihm zuteil, als er anlässlich eines Besuches des norwegischen Königshauses in Polen spielen durfte.
Nach dem Erfolg unterschrieb er bei Rykodisc, wo 2006 sein zweites Nummer-eins-Album Science erschien. Außer in Dänemark brachte es ihm auch eine Chartplatzierung in Frankreich und seinen zweiten Spellemannprisen als bester männlicher Interpret.
Neben seinem Wirken als Solokünstler war Dybdahl Sänger und Gitarrist der norwegischen Band The National Bank, mit der er 2004 und 2008 zwei erfolgreiche Alben veröffentlichte. Außerdem sang er mehrere Stücke der Platte Dive Deep von Morcheeba, die im Februar 2008 erschien. Parallel dazu zeigte er sich auch vereinzelt für die Musik von Spielfilmen verantwortlich. So schrieb er die Musik zu den von Arild Østin Ommundsen inszenierten Dramen Rottenetter und Abenteuerland, für die er jeweils für den norwegischen Filmpreis Amanda nominiert und für ersten auch ausgezeichnet wurde.
2010 setzte Dybdahl seine Solokarriere mit dem Album Waiting for That One Clear Moment fort. Drei Jahre später folgte What’s Left Is Forever. Beide Alben erreichten Platz 1 in Norwegen und die Top 10 in Dänemark, letzteres platzierte sich auch in den Niederlanden und in Belgien. Es war in Los Angeles produziert worden und der Norweger tourte auch immer wieder durch die USA, ohne jedoch dort Fuß fassen zu können.
Nach einer größeren Pause, in der er unter anderem mit dem Jazztrio In the Country eine EP aufnahm, erschien 2017 das siebte Studioalbum The Great Plains. Auch wenn es erneut Fans in den Niederlanden und Belgien fand, blieb der Erfolg in Norwegen hinter den Erwartungen zurück. Bereits ein Jahr später legte er das Album All These Things nach, das einige fertige Stücke enthielt, die nicht zum vorherigen Album gepasst hatten, und das auch wieder in Los Angeles produziert worden war. Zuvor hatte er sich nach 17 Jahren von seinen vertrauten Begleitmusikern getrennt und sich neu ausgerichtet. Das Album wurde ein Misserfolg und erstmals schaffte er es nicht in die norwegischen Charts.
2020 ließ Dybdahl das Album Fever folgen, mit dem er zwar wieder in die Hitparaden zurückkehrte, aber eine Top-10-Platzierung knapp verpasste.

## Diskographie

### Alben
| Jahr | Titel                                      | Höchstplatzierung, Gesamtwochen, AuszeichnungChartsChartplatzierungen (Jahr, Titel, Platzierungen, Wochen, Auszeichnungen, Anmerkungen) | Anmerkungen                                                                 |
| Jahr | Titel                                      | NO | Anmerkungen                                                                 |
| ---- | ------------------------------------------ | --- | --------------------------------------------------------------------------- |
| 2002 | … That Great October Sound                 | NO8 Platin · (36 Wo.)NO |                                                                             |
| 2003 | Stray Dogs                                 | NO6 Gold · (16 Wo.)NO |                                                                             |
| 2003 | One Day You’ll Dance for Me, New York City | NO1 Gold · (33 Wo.)NO | eine dänische Version des Albums erreichte in Dänemark Anfang 2005 Platz 33 |
| 2006 | October Trilogy                            | NO36 (2 Wo.)NO | Box-Set mit den ersten drei Alben, B-Seiten-Sampler und DVD                 |
| 2006 | Science                                    | NO1 (20 Wo.)NO |                                                                             |
| 2009 | En samling                                 | NO9 (7 Wo.)NO | Kompilation                                                                 |
| 2010 | Waiting for That One Clear Moment          | NO1 (10 Wo.)NO |                                                                             |
| 2013 | What’s Left Is Forever                     | NO1 (12 Wo.)NO |                                                                             |
| 2017 | The Great Plains                           | NO6 (5 Wo.)NO |                                                                             |
| 2020 | Fever                                      | NO11 (2 Wo.)NO |                                                                             |

Weitere Alben
- Bird EP (2000)
- John Wayne EP (2001)
- Thomas Dybdahl (Kompilation, 2009)
- B A Part (EP, 2009)
- Songs (Kompilation, 2011)
- All These Things (2018)

### Singles
| Jahr | Titel Album                | Höchstplatzierung, Gesamtwochen, AuszeichnungChartsChartplatzierungen (Jahr, Titel, Album, Platzierungen, Wochen, Auszeichnungen, Anmerkungen) | Anmerkungen |
| Jahr | Titel Album                | NO | Anmerkungen |
| ---- | -------------------------- | --- | ----------- |
| 2003 | Rain Down on Me Stray Dogs | NO5 (3 Wo.)NO |             |

Weitere Lieder
- A Lovestory (2004)
- Pale Green Eyes (2004)
- Love’s Lost (2004)
- B A Part (2006)
- Everybody Knows (2006)
- Damn Heart (2006)
- From Grace (2009)
- Cecilia (2010)
- Man on a Wire (2013)
- But We Did (2013)
- Like Bonnie & Clyde (2017)
- Just a Little Bit (2017)
- 45 (2019)
- Call Me by Your Name (2020)

### Weitere Produktionen
- Quadrophonics – Q (1998)
- The National Bank – The National Bank (2004)
- The National Bank – Come On Over to the Other Side (2008)
- Dive Deep – Morcheeba (2008)

### DVDs
- That Great October DVD (2003)

## Auszeichnungen
Spellemannprisen
- Popsolist 2002 (Album: … That Great October Sound)
- Mannlig artist 2006 (Album: Science)

Amanda/Beste Filmmusik
- 2010: für Rottenetter
- 2021: für Tottori! – Kopfüber ins Abenteuer
- 2025: für Alt skal bort

## Belege
1. 1 2  Thomas Dybdahl im Archiv des Spellemannprisen
2. ↑  California Dreaming: Thomas Dybdahl, der gutgelaunte Melancholiker, n-tv vom 15. Februar 2019, abgerufen am 12. Juli 2019
3. 1 2  Chartquellen: NO
4. ↑  Auszeichnungen für Musikverkäufe: NO
5. ↑  October Trilogy (Box-Set) bei Discogs, abgerufen am 16. Februar 2021

| Personendaten    | Personendaten        |
| ---------------- | -------------------- |
| NAME             | Dybdahl, Thomas      |
| KURZBESCHREIBUNG | norwegischer Musiker |
| GEBURTSDATUM     | 12. April 1979       |
| GEBURTSORT       | Sandnes, Norwegen    |